# Dhodhari
Dhodhari (nep. ढोढरी) – gaun wikas samiti w zachodniej części Nepalu w strefie Bheri w dystrykcie Bardiya. Według nepalskiego spisu powszechnego z 2001 roku liczył on 1381 gospodarstw domowych i 9109 mieszkańców (4614 kobiet i 4495 mężczyzn).